# Daily-daily Dream
「daily-daily Dream」（デリデリドリーム）は、KOTOKOの13枚目のシングル。2009年8月26日にジェネオン・ユニバーサルから発売された。

## 概要
前作「Special Life!」から約1年3ヶ月ぶりのリリースであり、2009年1作目のシングル。また、シングル作品としてカウントされていない作品を含めると前作「snIpe」から約3ヶ月ぶりのリリース。
表題曲「Daily-daily Dream」は、テレビアニメ『ハヤテのごとく!!』のオープニングテーマとして使用された。自身の楽曲がテレビアニメの主題歌に使用されるのは前作「Special Life!」から2作連続。また、『ハヤテのごとく!』の主題歌に使用されるのは9枚目のシングル「七転八起☆至上主義!」から4作ぶり。なお、収録されている音源は劇中で使用されたものと異なりオリジナルレコーディングされている。
ディスクジャケットには、KOTOKOが野球場で野球をしている写真が用いられている。初回限定盤（GNCV-0005）と通常盤（GNCV-0006）の2パターンがリリースされ、前者には本人出演のPVを収録したDVDが同梱されている。

## 批評
hotexpressの平賀哲雄は、「トランスドポップサウンドが展開されているメロディにポジティブなフレーズが合わさったミラクルな曲である。」と評した。
CDジャーナルは、「メロウな雰囲気のテクノポップ曲である。」と評した。

## 収録曲
1. daily-daily Dream [5:08]
作詞：KOTOKO、作曲・編曲：C.G mix
2. Message [5:08]
作詞・作曲：KOTOKO、編曲：SORMA No.1(Yoichi Shimada)
3. daily-daily Dream -Instrumental- [5:08]
4. Message -Instrumental- [5:04]